# Patricia Paay
Patricia Paay, née Patricia Anglaia Margareth Paaij le 7 avril 1949 à Rotterdam, est une chanteuse et une personnalité des médias néerlandaise.
Elle fait une apparition sur l'album Moontan du groupe de hard rock néerlandais Golden Earring (1973) ainsi que sur l'album Royal Bed Bouncer du groupe de rock progressif néerlandais Kayak (1975). Sur ce dernier album, elle assure les vocaux sur un morceau qui porte son nom : Patricia Anglaia.

## Vie privée
Patricia Paay a été mariée trois fois. Avec son troisième mari, Adam Curry, elle a une fille, Christina.

## Discographie

### Singles
- 1966 : No one can love you like I do
- 1967 : You called me baby
- 1967 : Je bent niet hip
- 1967 : Wat moet ik doen
- 1968 : Corriamo
- 1968 : Hey taxi
- 1968 : Dat is de liefde
- 1968 : Tambourine girl
- 1969 : Kleine tovenaar
- 1969 : Sim sala bim
- 1969 : Fisherman king (avec Brainbox)
- 1969 : Sing me a lovesong/All or nothing
- 1969 : Jij alleen
- 1970 : Back Home (avec Golden Earring)
- 1970 : Were you there
- 1970 : Tell me (you're never gonna leave me) (accompagnée de Golden Earring)
- 1971 : Put your and in the hand
- 1972 : I believe in love
- 1973 : Easy Boy
- 1973 : Music lovin' girl
- 1975 : Can you please crawl out your window
- 1976 : Children come home
- 1976 : Someday my prince will come
- 1976 : Now (is the moment)
- 1977 : Who's that lady with my man
- 1977 : Livin' without you
- 1977 : Everlasting Love
- 1978 : Malibu
- 1979 : The best friend I know (duo avec Yvonne Keeley)
- 1979 : You colour my life
- 1979 : You make it allright (duo avec Jacques Kloes)
- 1980 : Give it to me
- 1980 : Maybe – To know him is to love him
- 1981 : Who let the heartache in
- 1981 : Saturday nights
- 1982 : A dime a dance
- 1982 : Queen for tonight
- 1982 : Tomorrow
- 1983 : Solitaire
- 1987 : Stop me
- 1992 : De wereld (duo avec Rob de Nijs)
- 1995 : I've never been to me
- 1998 : I Love My Daughter Aimee (avec Adam Curry et sa fille Christina)
- 2000 : Daddy (avec The John Paay Orchestra)
- 2009 : Who's that lady with my man '09 (John Marks featuring Patricia Paay)
- 2009 : Verliefd (duo avec Diego)